# Lương Lệ
Lương Lệ (tiếng Trung: 梁麗) làm một nữ tài tử điện ảnh Trung Quốc.

## Lịch sử
Lương Lệ quê gốc tại Sơn Đông nhưng sinh tại thành phố Bảo Kê (Thiểm Tây) ngày 03 tháng 12 năm 1963 trong thời kỳ Văn Cách.
Từ năm 12 tuổi, bà tham gia vũ đoàn Bảo Kê và được đào tạo làm vũ nữ. Nhờ nỗ lực tập luyện, bà được cho phép xuất hiện trong nhiều vở kịch hoặc minh họa ca khúc.
Năm 1982, vũ nữ Lương Lệ được biệt phái đến Kịch viện Thiếu nhi Tây An sắm vai chính trong nhạc kịch Mười hai tháng chuyển thể từ xuất phẩm điện ảnh Tô Liên.
Năm 1984, Lương Lệ được nhận vào biên chế Kịch viện Nghệ thuật Nhân dân Thiểm Tây. Cùng năm, bà đóng bộ phim điện ảnh đầu tay Lan Hoa Hoa và bắt đầu nổi lên như một trong những mĩ nhân của dòng phim cổ trang.
- Chòm sao: Thiên Bình
- Cân nặng: 52 kg
- Chiều cao: 163 cm
- Nhóm máu: B

## Phim đã tham gia
- Võ Tắc Thiên (1995)... Thái Bình công chúa
- Thủy hử (phim truyền hình 1998)[2]... Tôn Nhị Nương
- Anh hùng xạ điêu (phim truyền hình 2003)... Anh Cô
- Tây du ký (phim truyền hình 2011)
- Tôi muốn hiểu làm thế nào để kết hôn lần nữa (2015)... Mẹ
- Tôi may mắn